# Coulonges (Vienne)
Coulonges település Franciaországban, Vienne megyében. Lakosainak száma 232 fő (2022. január 1.). Coulonges Lussac-les-Églises, Lignac, Tilly, Brigueil-le-Chantre és Thollet községekkel határos.

## Népesség
A település népességének változása:
| Lakosok száma | 258  | 244  | 243  | 236  | 235  | 235  | 234  | 233  | 232  |
|               | 2013 | 2015 | 2016 | 2017 | 2018 | 2019 | 2020 | 2021 | 2022 |